# Echinoderes eximus
Echinoderes eximus är en djurart som tillhör fylumet pansarmaskar, och som beskrevs av Higgins och Kristensen 1988. Echinoderes eximus ingår i släktet Echinoderes och familjen Echinoderidae. Inga underarter finns listade i Catalogue of Life.